# Nationaal park Manas
Nationaal Park Manas is een nationaal park in de Indiase staat Assam en wereldberoemd vanwege de Bengaalse tijger.
Het park werd in 1985 opgenomen in de Werelderfgoedlijst van UNESCO. Het is ook een van de Project Tiger-reservaten.
- Virtual International Authority File: 315139713